# Oospila subaurea
Oospila subaurea là một loài bướm đêm trong họ Geometridae.